# Jean-Baptiste Drouet
Jean-Baptiste Drouet (Sainte-Menehould, 8 gennaio 1763 – Mâcon, 10 aprile 1824) è stato un rivoluzionario francese.
È noto per aver riconosciuto e fatto arrestare il 21 giugno 1791 a Varennes il re Luigi XVI, in fuga dalla Francia. Fu anche deputato alla Convenzione nazionale.

## Biografia
Figlio di un mercante di legna, Jean-Baptiste Drouet, dopo aver prestato per sette anni servizio militare nel reggimento di Condé, divenne mastro di posta nel suo paese natale di Sainte-Menehould. Qui, alle 19.30 del 21 giugno 1791, si fermarono per effettuare il cambio dei cavalli due carrozze, di cui una particolarmente lussuosa, con una decina di passeggeri, scortati da un distaccamento di dragoni. Tre giorni dopo Drouet affermerà all'Assemblea costituente di aver riconosciuto tra di loro la regina e, «scorgendo un uomo nel fondo della vettura a sinistra, di essere rimasto colpito dalla sua somiglianza con l'effigie d'un assegnato di 50 lire».
Non è mai stato possibile ricostruire con certezza la dinamica degli eventi che portarono, il 21 giugno, all'arresto del re. Secondo la versione più accreditata, dopo la partenza delle carrozze Drouet venne a sapere che la famiglia reale aveva lasciato Parigi di nascosto, e che la si stava cercando. Rendendosi conto che, pur avendo chiesto dei cavalli per andare a Verdun, il corteo si era invece diretto verso Varennes, con l'amico Jean-Chrisosthome Guillaume vi si diresse a cavallo, mancando le vetture reali a Clermont, ma raggiungendole alle porte di Varennes, dove si erano fermate, credendo di trovare dei cavalli e una scorta che, per un disguido, erano invece state piazzate all'uscita dalla località. Verso le 11 di sera, Drouet e Guillaume arrivarono a Varennes, avvertirono il sindaco Jean-Baptiste Sauce e bloccarono il ponte dell'Aire, attraverso il quale si sarebbe dovuto passare per lasciare il paese. Assieme ad altre persone che erano riuscite ad avvertire riguadagnarono il convoglio. Poi, per vincere le esitazioni del sindaco e delle autorità municipali, chiamarono a raccolta tutta la popolazione suonando le campane a martello. La famiglia reale fu così arrestata e ricondotta sotto scorta a Parigi.
Fu ricompensato dall'Assemblea costituente e l'anno dopo fu eletto deputato alla Convenzione, sedendo tra i banchi dei Montagnardi. Fece parte della commissione incaricata di esaminare i documenti scoperti nell'armadio di ferro del palazzo delle Tuileries, e nel processo contro Luigi XVI votò per la sua condanna a morte. Il 13 aprile 1793 si pronunciò per il non luogo a procedere contro Marat. Commissario dell'Armata del Nord, il 27 settembre fu fatto prigioniero degli Austriaci a Maubeuge. Liberato nel dicembre del 1795, fece parte del Consiglio dei Cinquecento. Fu arrestato il 10 maggio 1796 con l'accusa di aver partecipato alla congiura degli Eguali di Babeuf. Fuggito dal carcere in circostanze non chiare, si rifugiò nelle Canarie da dove, dopo aver appreso di essere stato assolto il 26 maggio 1797, tornò in Francia.
Napoleone I lo fece viceprefetto di Sainte-Menehould. Nel 1814, durante la campagna di Francia, combatté gli eserciti invasori formando un gruppo di franchi tiratori e durante i Cento Giorni fu deputato. Con il ritorno dei Borboni, fu esiliato in quanto regicida ma rientrò clandestinamente in Francia, vivendo sotto falso nome a Mâcon fino alla morte, avvenuta il 10 aprile 1824. Drouet venne sepolto nel cimitero nord di Reims.